# Ріо-де-Оро

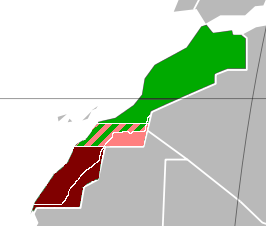
Ріо-де-Оро (темно-червоний), Марокко (зелений) і САДР (рожевий)

23° пн. ш. 13° зх. д. / 23° пн. ш. 13° зх. д.
Ріо-де-Оро (ісп. Río de Oro, досл. золота річка; араб. وادي الذهب, кириліз.: Уед-ед-Дагаб) — історико-географічна область у Західній Сахарі, а також назва території, яка разом з Сагія-ель-Хамрою утворювала провінцію Іспанська Сахара до 1969 року.
Регіон знаходиться між 26° і 21°20' пн. ш. Загальна площа 184 тис. км². На заході територія обмежена Атлантичним океаном, на сході кордон проходить уздовж державного кордону Мавританії. Зараз до складу Ріо-де-Оро також відносять півострів Рас-Нуадібу. Є спірною територією між Марокко і Сахарською АДР. Територія на захід від Марокканської стіни контролюється урядом Марокко, а на схід від неї — Полісаріо. Марокканська частина входить до адміністративного регіону Дахла — Уед-ед-Дагаб.

## Історія

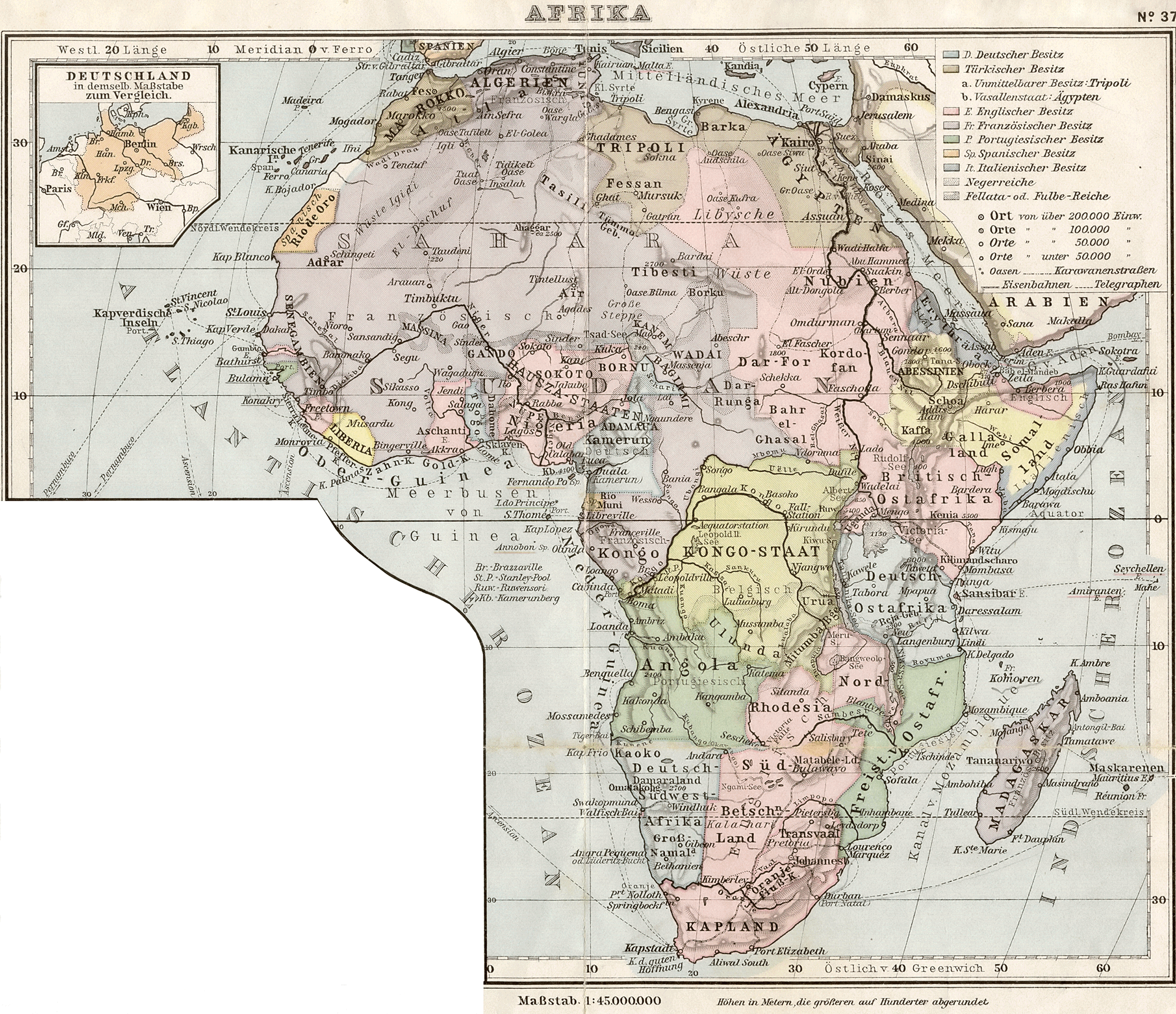
Колонія Ріо-де-Оро на карті Африки (1905 рік)

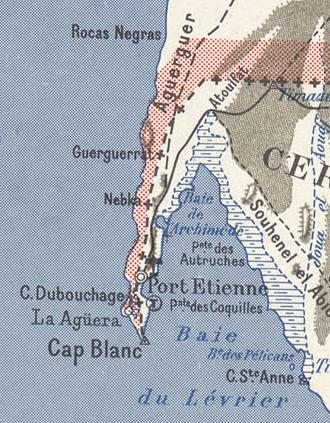
Карта Рас-Нуадібу 1958 року

В кінці XIX століття територія сучасної Західної Сахари відійшла до Іспанії, що було підтверджено на Берлінській конференції 1884 року. У 1900 році була остаточно встановлений кордон між Іспанією та Францією на півострові Рас-Нуадібу, який з 1887 року перебував під управлінням іспанської адміністрації на Канарських островах. У 1904 році іспанська (західна) частина півострова увійшла до складу нової колонії Ріо-де-Оро. Відповідно до угод 1904 і 1912 рр. з Францією Іспанія приєднала до Ріо-де-Оро територію Сегієт-ель-Хамра. У такому вигляді колонія проіснувала до 1920 року, коли півострів Рас-Нуадібу отримав статус окремої колонії Агуера. Крім того, з 1912 року, після розділу Марокко, на північ від колонії Ріо-де-Оро стала розташовуватися інша іспанська колонія — Мис Хубі. У 1924 році було прийнято рішення об'єднати всі три іспанські колонії Агуера, Ріо-де-Оро і Мис Хубі в одну під назвою Іспанська Сахара зі столицею у форті Кап-Джуба (Вілья-Бенс). З того часу термін Ріо-де-Оро більше не застосовувався для позначення регіону Сагія-ель-Хамра, а закріпився за рештою території Західної Сахари.
У 1976 році, після підписання Мадридських угод, Іспанія фактично відмовилась від володінь у Західній Сахарі та погодилась поділити їх між Марокко (північна частина) та Мавританією (південна частина). Зрештою, після військових сутичок із Полісаріо Мавританія відмовилась від своїх позовів щодо Західної Сахари. Марокко, зі свого боку, й дотепер бореться з САДР за повний контроль над спірною територією.
Зараз термін Ріо-де-Оро використовується в назві організації Полісаріо, що веде боротьбу за повну незалежність Сахарською АДР. Також її назва арабською мовою згадується в назві марокканської провінції Дахла — Уед-ед-Дагаб.